# Лезгински език
Лезгинският език (самоназвание: лезги чlал) е езикът на лезгините, живеещи в южната част на Дагестан и в северната част на Азербайджан.
Лезгински език исторически изпълнява ролята на лингва франка в Южен Дагестан..
Според енциклопедичния справочник „Етнолог“, броят на носителите на езика на лезги в Азербайджан възлиза на 364 000 за 2007 г. В Руската федерация през 2010 г. според преброяването 402 173 души са притежавали езика на лезги. Според преброяването през 2009 г. в Азербайджан са живели 180 хиляди лезгини, но етнодемологът Ариф Юнусов изчислява, че населението на Лезги в Азербайджан е 250 – 260 хиляди души...
Книги и вестници се публикуват в лезгински език (най-популярната в Русия е „Лезги газет“, а в Азербайджан е „Самур“).
През 2016 г. изданието на ЮНЕСКО „Атлас на застрашените езици на световния език“ на лезгински език получи статут на „Vulnerable“ („Уязвим“). По този повод е създаден проект за спасяване на лезгински език, наречен „Съкровище на Лезгистан“..